# Pallavolo Chieri 2004-2005
Questa voce raccoglie le informazioni riguardanti la Pallavolo Chieri nelle competizioni ufficiali della stagione 2004-2005.

## Stagione
La stagione 2004-05 è per la Pallavolo Chieri, sponsorizzata dalla Bigmat e Kerakoll, la seconda consecutiva in Serie A1; come allenatore viene scelto Giovanni Guidetti, mentre la rosa viene quasi del tutto confermata: tra le partenze quella di Nataša Osmokrović, Carmen Țurlea e Brigitte Soucy, mentre tra gli arrivi quelli di Logan Tom, Virna Dias e, dal Club Italia, Veronica Angeloni.
Il campionato inizia con tre vittorie consecutive a cui ne fanno seguito tre sconfitte: le ultime cinque gare del girone di andata vede trionfare il club di Chieri per ben quattro volte e chiudere la prima parte della stagione al sesto posto. Il girone di ritorno continua sulla stesso andamento del precedente, con tre successi consecutivi all'inizio, quattro sconfitte nella parte centrale e tre vittorie ed un solo stop in quella finale: la regular season si conclude con il quinto posto in classifica e la qualificazione ai play-off scudetto. Nei quarti di finale la squadra supera il Robursport Volley Pesaro in tre gare, trovando qualche difficoltà solo in gara 2, portata al tie-break, mentre nelle semifinali viene sconfitta dal Volley Bergamo che vince le tre gare necessarie per accedere alla finale.
Tutte le società partecipanti alla Serie A1 2004-05 sono qualificate per la Coppa Italia: nella fase a gironi, la formazione piemontese perde entrambe le gare giocate, contro l'Asystel Volley ed il Volley Bergamo; riesce tuttavia ad accedere ai quarti di finale grazie al buon piazzamento al termine del girone di andata della regular season, scontrandosi contro il Volley 2002 Forlì: nonostante la sconfitta nella gara di andata per 3-1, accede alla Final Four grazie alla vittoria per 3-0 e quindi per un miglior quoziente set. In semifinale la sfida è contro il Volley Bergamo, che vince per 3-1 e costringe la Pallavolo Chieri alla finale per il terzo posto, dove affronta con successo l'Asystel Volley, aggiudicandosi la gara per 3-2.
Il terzo posto alla fine della regular season ed il raggiungimento dei quarti di finale nella stagione 2003-04, consente alla Pallavolo Chieri di partecipare per la prima volta ad una competizione europea, ossia la Top Teams Cup; nella prima fase a gironi disputata a Kieldrecht, la squadra vince le tre partite disputate sempre con il punteggio di 3-0. Nella seconda fase, ancora una volta a gironi, vince nuovamente tutte le gare per 3-0, eccetto contro l'HAOK Mladost, dove si aggiudica per 3-1 la gara di andata e 3-2 quella di ritorno: il primo posto nel girone consente il passaggio del turno ai quarti di finale, incontrando il Volleybalvereniging Longa'59, battuto sia nella gara di andata che in quella di ritorno. Nella Final Four, disputata in casa, a Torino, approda alla finale dopo aver superato in semifinale l'Eczacıbaşı Spor Kulübü per 3-0: con lo stesso risultato si aggiudica la gara conclusiva battendo il Bayer 04 Leverkusen, vincendo il primo trofeo della sua storia.

## Organigramma societario
Area direttiva
- Presidente: Maurizio Magnabosco

Area tecnica
- Allenatore: Giovanni Guidetti
- Allenatore in seconda: Davide Scali
- Scout man: Alessandro Beltrami, Luca Porzio

Area sanitaria
- Medico: Stefania Valenza
- Fisioterapista: Marco Luison, Giorgia Valetto

## Rosa
| N° | Nome              | Ruolo | Data di nascita   | Nazionalità sportiva |
| -- | ----------------- | ----- | ----------------- | -------------------- |
| 1  | Valeria Marletta  | C     | 11 maggio 1976    | Italia               |
| 2  | Danielle Scott    | C     | 1º ottobre 1972   | Stati Uniti          |
| 3  | Ramona Ghisleni   | P     | 17 luglio 1985    | Italia               |
| 5  | Antonina Zetova   | S/O   | 17 settembre 1973 | Bulgaria             |
| 7  | Neli Marinova     | P     | 27 maggio 1971    | Bulgaria             |
| 8  | Veronica Angeloni | S     | 6 luglio 1986     | Italia               |
| 10 | Virna Dias        | S     | 31 agosto 1971    | Brasile              |
| 12 | Cristina Vincenzi | C     | 14 maggio 1979    | Italia               |
| 13 | Maurizia Borri    | L     | 24 luglio 1977    | Italia               |
| 15 | Logan Tom         | S     | 25 maggio 1981    | Stati Uniti          |

## Mercato
| Acquisti | Acquisti          | Acquisti           | Acquisti   |
| R.       | Nome              | da                 | Modalità   |
| -------- | ----------------- | ------------------ | ---------- |
| S        | Veronica Angeloni | Club Italia        | definitivo |
| S        | Virna Dias        | Minas              | definitivo |
| P        | Ramona Ghisleni   | PAVIC              | definitivo |
| C        | Valeria Marletta  | Sirio Perugia      | definitivo |
| S        | Logan Tom         | Giannino Pieralisi | definitivo |

| Cessioni | Cessioni          | Cessioni           | Cessioni   |
| R.       | Nome              | a                  | Modalità   |
| -------- | ----------------- | ------------------ | ---------- |
| P        | Sonia Gioria      | Effe Isernia       | definitivo |
| S        | Nataša Osmokrović | Airone             | definitivo |
| C        | Cinzia Perona     | Lilliput           | definitivo |
| S        | Barbara Siciliano | ?                  | definitivo |
| S        | Brigitte Soucy    | Modena             | definitivo |
| S/O      | Carmen Țurlea     | Giannino Pieralisi | definitivo |

## Risultati

### Serie A1

#### Girone di andata
| 1ª giornata - 10 ottobre 2004 PalaMaddalene, Chieri          | Chieri        | 3 - 1 | Vicenza            | 25-17, 17-25, 25-23, 25-20        |
| 2ª giornata - 16 ottobre 2004 PalaCooper, Santeramo in Colle | Santeramo     | 0 - 3 | Chieri             | 14-25, 18-25, 16-25               |
| 3ª giornata - 3 novembre 2004 PalaMaddalene, Chieri          | Chieri        | 3 - 2 | Airone             | 14-25, 25-17, 25-17, 19-25, 15-13 |
| 4ª giornata - 31 ottobre 2004 PalaEvangelisti, Perugia       | Sirio Perugia | 3 - 0 | Chieri             | 25-17, 25-19, 25-22               |
| 5ª giornata - 7 novembre 2004 PalaMaddalene, Chieri          | Chieri        | 1 - 3 | Asystel            | 16-25, 19-25, 25-23, 21-25        |
| 6ª giornata - 14 novembre 2004 PalaNorda, Bergamo            | Bergamo       | 3 - 0 | Chieri             | 25-22, 25-11, 26-24               |
| 7ª giornata - 21 novembre 2004 PalaMaddalene, Chieri         | Chieri        | 3 - 1 | Robursport Pesaro  | 20-25, 25-21, 27-25, 25-18        |
| 8ª giornata - 5 dicembre 2004 PalaMaddalene, Chieri          | Chieri        | 3 - 0 | Reggio Emilia      | 25-20, 25-20, 26-24               |
| 9ª giornata - 12 dicembre 2004 PalaPanini, Modena            | Modena        | 3 - 1 | Chieri             | 25-23, 25-19, 24-26, 25-21        |
| 10ª giornata - 19 dicembre 2004 PalaMaddalene, Chieri        | Chieri        | 3 - 1 | Giannino Pieralisi | 26-24, 19-25, 25-18, 25-21        |
| 11ª giornata - 22 dicembre 2004 PalaGalassi, Forlì           | Forlì         | 2 - 3 | Chieri             | 20-25, 26-24, 24-26, 25-22, 11-15 |

#### Girone di ritorno
| 12ª giornata - 9 gennaio 2005 Palasport Città di Vicenza, Vicenza   | Vicenza            | 1 - 3 | Chieri        | 21-25, 25-23, 18-25, 19-25        |
| 13ª giornata - 16 gennaio 2005 PalaMaddalene, Chieri                | Chieri             | 3 - 1 | Santeramo     | 25-8, 26-28, 25-21, 25-13         |
| 14ª giornata - 23 gennaio 2005 Palazzetto dello Sport, Bari Sardo   | Airone             | 0 - 3 | Chieri        | 16-25, 23-25, 19-25               |
| 15ª giornata - 30 gennaio 2005 PalaMaddalene, Chieri                | Chieri             | 2 - 3 | Sirio Perugia | 25-21, 20-25, 25-14, 20-25, 13-15 |
| 16ª giornata - 13 febbraio 2005 PalaDalLago, Novara                 | Asystel            | 3 - 1 | Chieri        | 25-21, 21-25, 27-25, 25-23        |
| 17ª giornata - 20 febbraio 2005 PalaMaddalene, Chieri               | Chieri             | 0 - 3 | Bergamo       | 21-25, 24-26, 13-25               |
| 18ª giornata - 27 febbraio 2005 PalaDionigi, Sant'Angelo in Lizzola | Robursport Pesaro  | 3 - 0 | Chieri        | 25-20, 25-23, 25-19               |
| 19ª giornata - 6 marzo 2005 PalaBigi, Reggio nell'Emilia            | Reggio Emilia      | 2 - 3 | Chieri        | 25-23, 24-26, 23-25, 25-15, 11-15 |
| 20ª giornata - 2 marzo 2005 PalaMaddalene, Chieri                   | Chieri             | 3 - 1 | Modena        | 25-23, 24-26, 25-23, 25-21        |
| 21ª giornata - 20 marzo 2005 PalaTriccoli, Jesi                     | Giannino Pieralisi | 3 - 2 | Chieri        | 25-17, 25-20, 21-25, 23-25, 17-15 |
| 22ª giornata - 23 marzo 2005 PalaMaddalene, Chieri                  | Chieri             | 3 - 0 | Forlì         | 25-15, 25-15, 25-17               |

#### Play-off scudetto
| Quarti di finale (gara 1) - 26 marzo 2005 PalaMaddalene, Chieri               | Chieri            | 3 - 0 | Robursport Pesaro | 25-22, 25-18, 25-22               |
| Quarti di finale (gara 2) - 30 marzo 2005 PalaDionigi, Sant'Angelo in Lizzola | Robursport Pesaro | 2 - 3 | Chieri            | 25-23, 29-27, 20-25, 22-25, 12-15 |
| Quarti di finale (gara 3) - 6 aprile 2005 PalaDionigi, Sant'Angelo in Lizzola | Robursport Pesaro | 0 - 3 | Chieri            | 20-25, 23-25, 20-25               |
| Semifinali (gara 1) - 16 aprile 2005 PalaMaddalene, Chieri                    | Chieri            | 2 - 3 | Bergamo           | 17-25 25-27 25-21 25-22 13-15     |
| Semifinali (gara 2) - 21 aprile 2005 PalaNorda, Bergamo                       | Bergamo           | 3 - 0 | Chieri            | 25-22 25-22 25-21                 |
| Semifinali (gara 3) - 24 aprile 2005 PalaNorda, Bergamo                       | Bergamo           | 3 - 0 | Chieri            | 25-16 30-28 25-18                 |

### Coppa Italia

#### Fase a gironi
| 1ª giornata - 20 ottobre 2004 PalaDalLago, Novara | Asystel | 3 - 1 | Chieri  | 26-24, 16-25, 25-21, 26-24 |
| 2ª giornata - 27 ottobre 2004 PalaFamila, Chieri  | Chieri  | 0 - 3 | Bergamo | 24-26, 23-25, 19-25        |

#### Fase a eliminazione diretta
| Quarti di finale (andata) - 19 gennaio 2005 PalaGalassi, Forlì  | Forlì   | 3 - 1 | Chieri | 25-19, 25-20, 17-25, 25-23        |
| Quarti di finale (ritorno) - 25 gennaio 2005 PalaFamila, Chieri | Chieri  | 3 - 0 | Forlì  | 25-16, 25-13, 25-21               |
| Semifinali - 5 febbraio 2005 Geopalace, Olbia                   | Bergamo | 3 - 1 | Chieri | 26:24, 16-25, 25-22, 30-28        |
| Finale 3º posto - 6 febbraio 2005 Geopalace, Olbia              | Asystel | 2 - 3 | Chieri | 25-16, 25-18, 16-25, 18-25, 18-20 |

### Top Teams Cup

#### Fase a gironi
| 1ª giornata (Prima fase) - 22 ottobre 2004 Kriekeputte, Kieldrecht                | Chieri       | 3 - 0 | Rapid Bucarest     | 25-10, 25-21, 25-22              |
| 2ª giornata (Prima fase) - 23 ottobre 2004 Kriekeputte, Kieldrecht                | Chieri       | 3 - 0 | Asteríx Kieldrecht | 25-17, 25-16, 25-19              |
| 3ª giornata (Prima fase) - 24 ottobre 2004 Kriekeputte, Kieldrecht                | Kanti        | 0 - 3 | Chieri             | 23-25, 14-25, 15-25              |
| 1ª giornata (Seconda fase) - 10 novembre 2004 Dom odbojke Bojan Stranić, Zagabria | HAOK Mladost | 1 - 3 | Chieri             | 25-18, 24-26, 21-25, 20-25       |
| 2ª giornata (Seconda fase) - 17 novembre 2004 PalaMaddalene, Chieri               | Chieri       | 3 - 0 | Panellīnios        | 25-13, 25-11, 25-15              |
| 3ª giornata (Seconda fase) - 24 novembre 2004 PalaMaddalene, Chieri               | Chieri       | 3 - 0 | Dženestra          | 25-15, 25-22, 25-17              |
| 4ª giornata (Seconda fase) - 2 dicembre 2004 Sports Complex SKA, Odessa           | Dženestra    | 0 - 3 | Chieri             | 15-25, 14-25, 21-25              |
| 5ª giornata (Seconda fase) - 7 dicembre 2004 Sports Hall Panellinios, Atene       | Panellīnios  | 0 - 3 | Chieri             | 23-25, 21-25, 19-25              |
| 6ª giornata (Seconda fase) - 14 dicembre 2004 PalaMaddalene, Chieri               | Chieri       | 3 - 2 | HAOK Mladost       | 25-15, 25-12, 30-32, 19-25, 15-9 |

#### Fase a eliminazione diretta
| Quarti di finale (andata) - 6 gennaio 2005 PalaMaddalene, Chieri        | Chieri     | 3 - 0 | Longa'59         | 25-15, 25-19, 25-17               |
| Quarti di finale (ritorno) - 13 gennaio 2005 Hamalandhal, Lichtenvoorde | Longa'59   | 2 - 3 | Chieri           | 13-25, 25-20, 25-21, 26-28, 12-15 |
| Semifinali - 12 marzo 2005 PalaRuffini, Torino                          | Eczacıbaşı | 0 - 3 | Chieri           | 10-25, 14-25, 15-25               |
| Finale - 13 marzo 2005 PalaRuffini, Torino                              | Chieri     | 3 - 0 | Bayer Leverkusen | 25-19, 25-13, 25-17               |

## Statistiche

### Statistiche di squadra
| Competizione  | Punti | In casa | In casa | In casa | In trasferta | In trasferta | In trasferta | Totale | Totale | Totale |
| Competizione  | Punti | G       | V       | P       | G            | V            | P            | G      | V      | P      |
| ------------- | ----- | ------- | ------- | ------- | ------------ | ------------ | ------------ | ------ | ------ | ------ |
| Serie A1      | 38    | 13      | 9       | 4       | 15           | 7            | 8            | 28     | 16     | 12     |
| Coppa Italia  | 0     | 2       | 1       | 1       | 2            | 0            | 2            | 6      | 4      | 2      |
| Top Teams Cup | 6/12  | 4       | 4       | 0       | 4            | 4            | 0            | 13     | 13     | 0      |
| Totale        | -     | 19      | 14      | 5       | 21           | 11           | 10           | 47     | 33     | 14     |

G = partite giocate; V = partite vinte; P = partite perse

### Statistiche dei giocatori
| V. Angeloni | 22 | 112 | 90  | 14 | 8  | 6 | 42  | 35 | 3  | 4  | Statistiche assenti | Statistiche assenti |
| M. Borri    | 28 | -   | -   | -  | -  | 6 | -   | -  | -  | -  | Statistiche assenti | Statistiche assenti |
| V. Dias     | 21 | 180 | 149 | 27 | 4  | 1 | 7   | 6  | 1  | 0  | Statistiche assenti | Statistiche assenti |
| R. Ghisleni | 1  | 0   | 0   | 0  | 0  | 0 | 0   | 0  | 0  | 0  | Statistiche assenti | Statistiche assenti |
| N. Marinova | 28 | 54  | 29  | 16 | 9  | 6 | 3   | 2  | 0  | 1  | Statistiche assenti | Statistiche assenti |
| V. Marletta | 27 | 162 | 106 | 47 | 9  | 4 | 10  | 5  | 5  | 0  | Statistiche assenti | Statistiche assenti |
| D. Scott    | 28 | 397 | 318 | 64 | 15 | 6 | 73  | 53 | 17 | 3  | Statistiche assenti | Statistiche assenti |
| L. Tom      | 23 | 305 | 245 | 31 | 29 | 6 | 105 | 87 | 8  | 10 | Statistiche assenti | Statistiche assenti |
| C. Vincenzi | 28 | 261 | 178 | 69 | 14 | 6 | 51  | 37 | 11 | 3  | Statistiche assenti | Statistiche assenti |
| A. Zetova   | 25 | 357 | 318 | 35 | 4  | 6 | 87  | 75 | 9  | 3  | Statistiche assenti | Statistiche assenti |

P = presenze; PT = punti totali; AV = attacchi vincenti; MV = muri vincenti; BV = battute vincenti